# Złącze IEC
Złącze IEC 60320 – potoczna nazwa zestawu trzynastu żeńskich złączy (montowanych głównie na kablach elektrycznych, zwanych w specyfikacji złączami – ang. connector) i trzynastu męskich złączy (montowanych głównie w panelach, zwanych w specyfikacji wejściami – ang. inlet), zdefiniowanych przez Międzynarodową Komisję Elektrotechniczną (IEC) w specyfikacji IEC 60320 (dawniej IEC 320). Nazwa „złącze IEC” używana bez dodatkowych kwalifikatorów zazwyczaj odnosi się do złącz C13 i C14. Niektóre typy stosowane są także w wersjach męskich do montażu na kablach i żeńskich do montażu w panelach – w przypadku stosowania ich jako wyjść (np. jak wyprowadzenia w zasilaczach UPS).
Wtyczki bez uziemienia mogą być produkowane wyłącznie z przewodem jako gotowy produkt. Kształty złącz zostały dobrane tak, aby nie było możliwe błędne połączenie wtyczki bez uziemienia do gniazda z uziemieniem. Podobnie wtyczki o mniejszym prądzie znamionowym lub temperaturze nie pozwalają na połączenie z gniazdem o wyższym prądzie lub temperaturze.

## Złącza C1 i C2
2-żyłowe 0,2 A. Złącza C1/C2 są powszechnie używane w elektrycznych maszynkach do golenia.
|  |  |

## Złącza C3 i C4
2-żyłowe 2,5 A, spolaryzowane. Obecnie nie jest stosowane.
|  |

## Złącza C5 i C6
3-żyłowe 2,5 A złącze C5/C6 jest czasami potocznie nazywane „myszką Miki” (ponieważ w przekroju wygląda jak sylwetka disneyowskiej postaci) lub „listkiem koniczyny”. To złącze spotkać można w zasilaczach do laptopów i przenośnych projektorów, a także w komputerze desktop Apple iMac G4.
|  |  |

## Złącza C7 i C8
Złącza C7 i C8 z dwoma bolcami 2,5 A potocznie nazywane, ze względu na swój kształt, „płaskim”, „ósemką”, „dubeltówką” albo „wtyczką radiową” z uwagi na najczęstsze – do niedawna – zastosowanie tego rodzaju złącza. Przeznaczone są do zasilania urządzeń wykonanych II klasie ochronności.
Złącza te są często używane do niewielkich magnetofonów lub radioodbiorników zasilanych z sieci, niektórych pełnowymiarowych urządzeń AV, niektórych zasilaczy do laptopów, konsol gier video i podobnych urządzeń.
Istnieje odmiana spolaryzowana, stosowana wyłącznie w urządzeniach przeznaczonych na rynek USA. Spolaryzowane gniazdo C8P pozwala na podłączenie niespolaryzowanej wtyczki C7, jednak może być to zagrożeniem dla bezpieczeństwa użytkownika.
|  |  |  |

## Złącza C9 i C10
2-żyłowe 6 A. Obecnie nie jest stosowane.
|  |  |

## Złącza C11 i C12
2-żyłowe 10 A, spolaryzowane. Obecnie nie jest stosowane.
|  |

## Złącza C13 i C14
3-żyłowe 10 A, zwane też „złączem aparatowym” ze względu na dawniejsze powszechne użycie w aparaturze elektronicznej. Stosowane najczęściej w zasilaczach komputerowych, zasilaczach awaryjnych UPS i urządzeniach montowanych w szafach teleinformatycznych.
|  |  |

## Złącza C15 i C16
Niektóre czajniki elektryczne i podobne gorące urządzenia gospodarstwa domowego używają kabla ze złączem C15 i pasującym do niego wejściem C16 w urządzeniu. Ich znamionowa temperatura pracy wynosi 120 stopni Celsjusza, w przeciwieństwie do 70 stopni Celsjusza w podobnym zestawie C13/C14. Oficjalne przeznaczenie złącz C15 i C16 w Europie to złącze „do warunków gorących”.
Są one niemal identyczne w formie do pary C13 i C14, z wyjątkiem wypukłości po przeciwnej stronie do uziemienia w wejściu C16 (zabezpieczającej przed dopasowaniem złącza C13) i odpowiadającego jej wgłębienia w złączu C15 (które nie zabezpiecza przed dopasowaniem go do wejścia C14). W rezultacie – można użyć kabla od czajnika elektrycznego do zasilania komputera, ale nie można użyć kabla komputerowego do zasilania czajnika.
Wiele osób nie jest świadomych subtelnych różnic między złączami C13/C14 i C15/C16 i mówią nieściśle o „wtyczce do czajnika” lub „kablu do czajnika”, gdy odnoszą się do tych kabli zasilających.
Złącza C15 i C16 zastąpiły (a w Wielkiej Brytanii wyparły już całkowicie) używane wcześniej wtyczki ceramiczne znane w Polsce jako kończące „sznur do żelazka” lub „sznur do grzałki elektrycznej” – uważane dziś za przestarzałe. Miały one zastosowanie do urządzeń silnie nagrzewających się (prodiże, ogrzewacze promiennikowe, kuchenki, dawne żelazka, niektóre kawiarki), gdzie nie jest możliwe zastosowanie przewodu zamontowanego na stałe (izolacja uległaby stopnieniu). 
Istnieją dwa warianty:
- 3-żyłowe 10 A złącze C15 (maksymalna temperatura 120 °C)
- 3-żyłowe 10 A złącze C15A (maksymalna temperatura 155 °C)

|  |  |

## Złącza C17 i C18
Podobne do złącz C13 i C14, przeznaczone do urządzeń wykonanych w II klasie ochronności. Najczęściej spotykane w zasilaczach do konsol Xbox.
|  |  |

## Złącza C19 i C20
Złącza C19 i C20 z bolcami, o prądzie znamionowym na poziomie 16 A, wykorzystywane są w niektórych zastosowaniach IT, gdzie występują większe prądy, na przykład w stacjach roboczych i serwerach dużej mocy, zasilaczach UPS, panelach dystrybucji zasilania i tego typu sprzęcie. Są podobne do złącz C13 i C14, ale nie posiadają ściętych narożników (są prostokątne) i mają nieco większe bolce obrócone równolegle do dłuższej osi złącza.
|  |  |

## Złącza C21 i C22
Podobne do złącz C19/C20. Różnią się jednak od nich maksymalną temperaturą, która wynosi 155 °C.
|  |  |

## Złącza C23 i C24
Podobne do złącz C19/C20, przeznaczone do urządzeń wykonanych w II klasie ochronności.
|  |  |